# John Saohu
John Saohu (12 de diciembre de 1970) es un árbitro de fútbol salomonense que dirige en la S-League y en la O-League, por ser internacional a nivel continental desde 2008.
Dirigió en el Campeonato Sub-17 de la OFC 2011 y fue citado para ser uno de los referís de la Copa de las Naciones de la OFC 2012.